# La Meilleraie-Tillay
La Meilleraie-Tillay – miejscowość i gmina we Francji, w regionie Kraj Loary, w departamencie Wandea.
Według danych na rok 1990 gminę zamieszkiwały 1504 osoby, a gęstość zaludnienia wynosiła 75 osób/km² (wśród 1504 gmin Kraju Loary La Meilleraie-Tillay plasuje się na 406. miejscu pod względem liczby ludności, natomiast pod względem powierzchni na miejscu 551.).